# Montserrado (hạt)
Hạt Montserrado là một hạt ở phần phía tây Bắc của quốc gia Tây Phi Liberia. Một trong 15 quận hạt đó bao gồm cấp đầu tiên của bộ phận hành chính trong các quốc gia, hạt này có bốn quận, huyện. Bensonville là thủ phủ hạt. Hạt có diện tích 1.909 km vuông (737 sq mi), nhỏ nhất trong các hạt của Liberia. Theo điều tra dân số 2008, hạt này có dân số 1.144.806 người, là hạt đông dân nhất trong Liberia.
Được lập ra vào năm 1847 tại thời điểm thành lập đất nước, đây là hạt lâu đời nhất ở Liberia. Các thành phố đông dân nhất trong hạt là thủ đô Liberia Monrovia với 1.010.970 cư dân. Hạt Montserrado là giáp hạt Bomi về phía tây, hạt Bong về phía bắc, hạt Margibi về phía đông. Phần phía nam của Montserrado nằm bên bờ Đại Tây Dương. Vùng đất này chủ yếu là đất phù sa, chủ yếu là đất sét, rửa sạch ra biển từ các sông suối của các thung lũng nội thất. Trong các vùng đất thấp trên bờ biển phát triển cây cọ, rừng ngập mặn, và đồng cỏ thảo nguyên có rừng nhiệt đới bao gồm những ngọn đồi và thung lũng nội thất. [2] sông bao gồm các St Paul, Mesurado, Du, và Po.
Khí hậu nhiệt đới với mùa khô và ướt, lượng mưa hàng năm khoảng 75 inch (190 cm). Từ tháng Tháng 11 là mùa mưa, mùa khô từ tháng 12 đến tháng 4. Trong thời kỳ gió mùa khô từ sa mạc Sahara được gọi là Harmattan tạo ra biến động nhiệt độ tự nhiên từ tháng 12 đến đầu tháng ba.